# 護柩人員

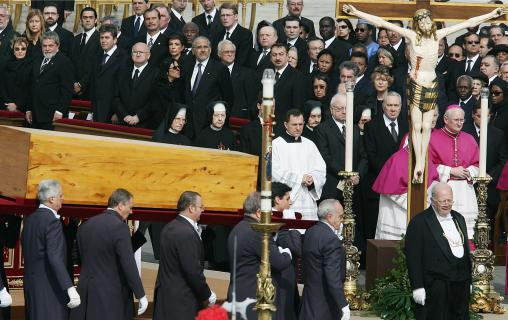
護柩者移送棺柩

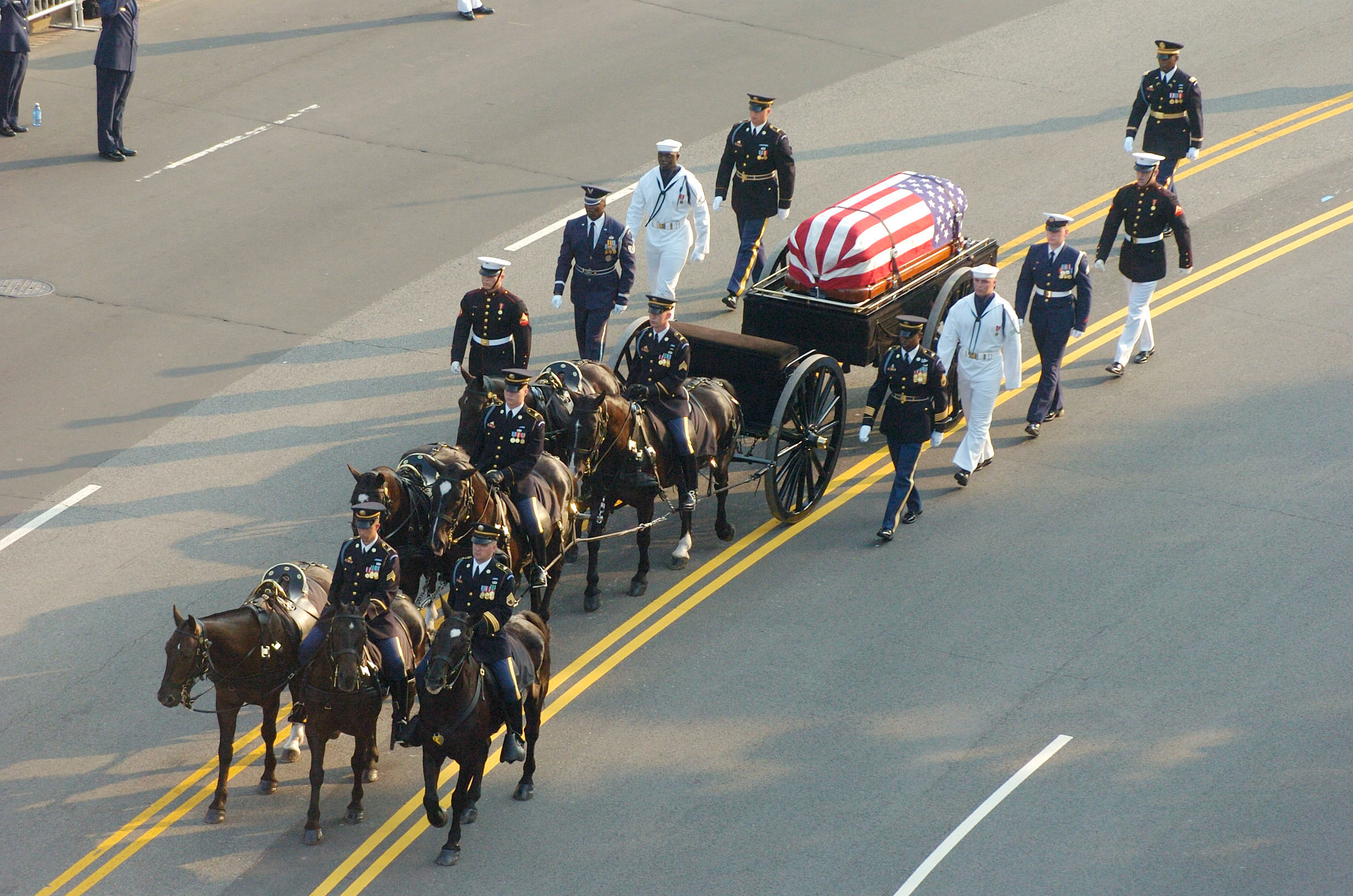
護柩者在棺側為死者送葬

護柩人員是在葬禮上負責移靈、送葬的喪葬人員，他們站在棺側移送棺柩，也稱為扶柩、扶靈或扶櫬。在中華人民共和國，喪葬人員的分工較細，負責扶柩的人員稱為送葬禮儀師。
傳統的中式棺槨須要用到「大槓」來抬動，稱為抬棺或扛棺，抬動的時候不可讓棺柩接觸地面。舊時中國對喪禮的規格有限制，規格越高則抬棺人數越多，聘來抬棺的工人稱為扛夫。

## 另見
- 護柩官（英语：Lying in state）（vigil guard）
- 靈車
- 黑人抬棺专业团队：迦納的護柩人員，以抬棺時邊跳舞而聞名於世